# Edificio San Martín 128

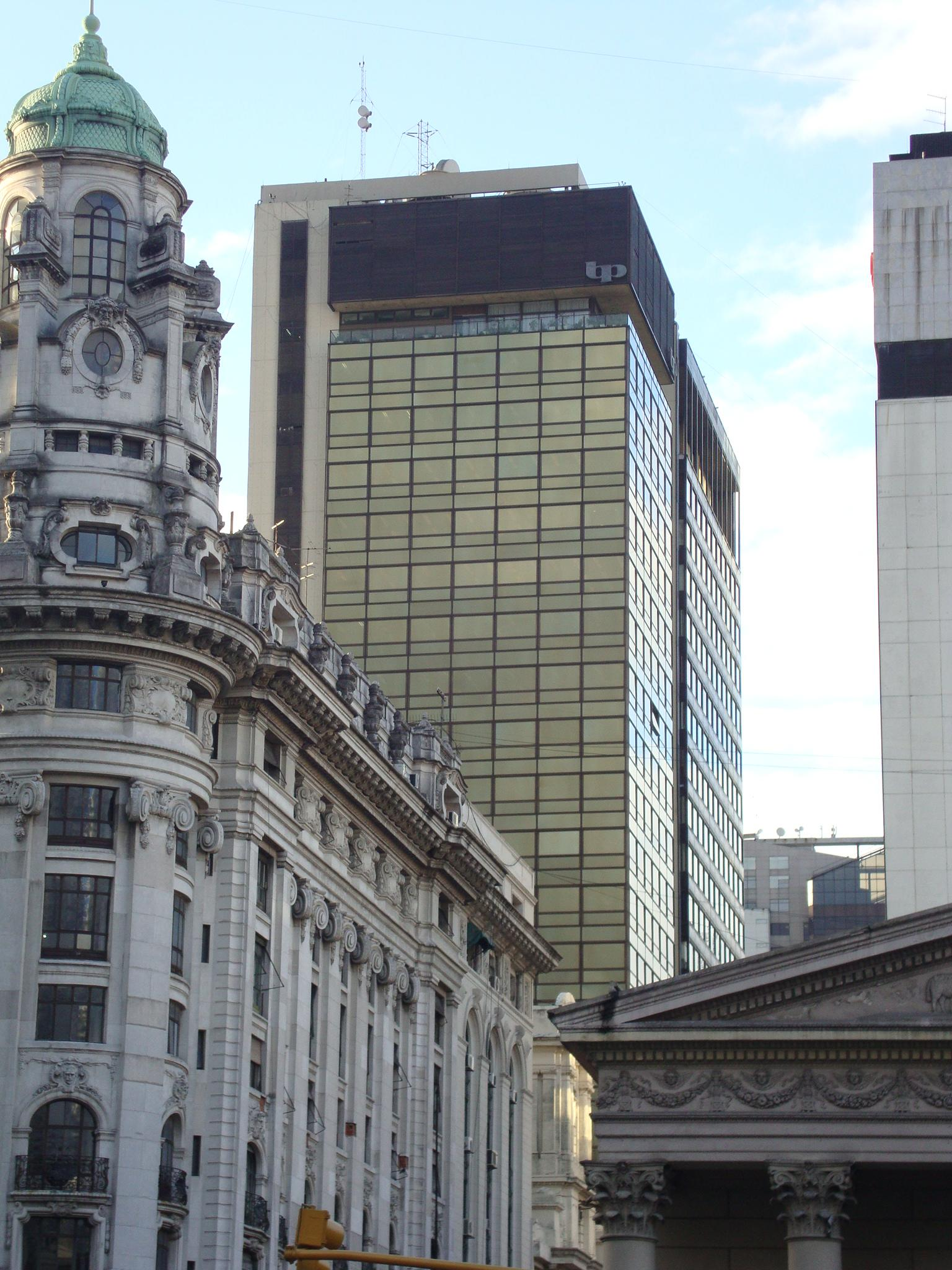
Pegado a la Torre del Banco Provincia, a la derecha

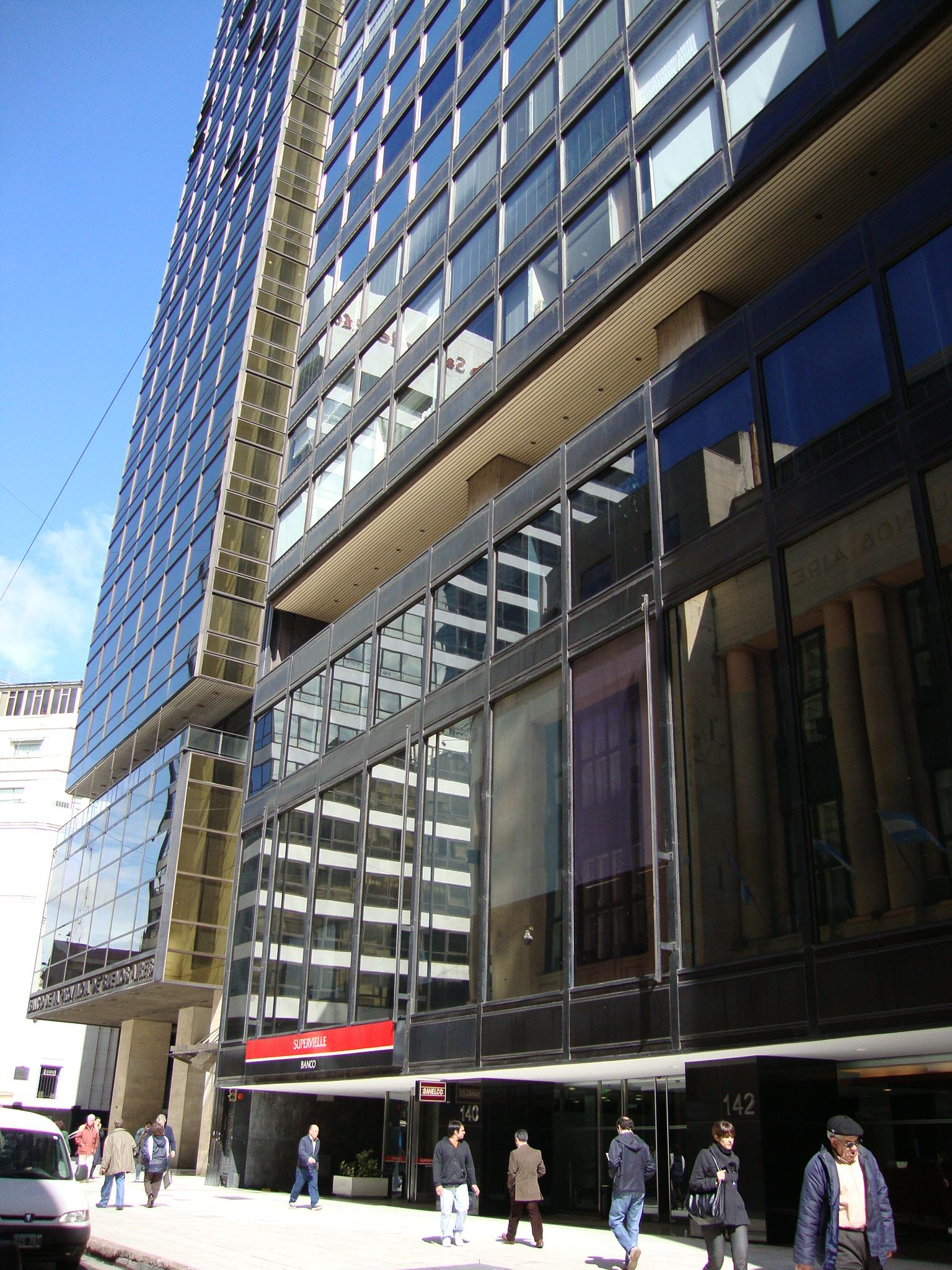
Vista de la base (Banco Supervielle)

El Edificio San Martín 128 es un edificio de oficinas que se encuentra a pocos metros de la Plaza de Mayo, en la zona de la city financiera del barrio de San Nicolás, en la ciudad de Buenos Aires, Argentina.
Originalmente alojó al Banco del Oeste, y más tarde al Banex, absorbido en la actualidad por el Banco Supervielle. En 1984 se terminó la Torre Banco de la Provincia de Buenos Aires, en el terreno contiguo, y que comparte el módulo, la altura y la forma con este edificio, por lo que a la distancia parecen ser uno solo.
El proyecto fue realizado por el Estudio Mario Roberto Álvarez y Asociados, Aslan y Ezcurra S.A. y el arquitecto Francisco Jorge Bullrich entre los años 1969 y 1970, y se amplió en 1975/1976. Las obras estuvieron a cargo de la empresa Constructora Sudamericana S.A. y terminaron en 1979.
Respetando la normativa de edificaciones vigente para el distrito céntrico porteño, el edificio fue ubicado con su frente paralelo a la calle San Martín, y retirado de la línea municipal de fachadas. Es una semitorre, ya que sus laterales son muros medianeros.
El edificio cuenta con 5 subsuelos, un basamento con planta baja, 1.º piso y entrepiso, 2.º piso, 3.º piso (de transición), 20 pisos de oficinas y 2 pisos más en el extremo superior. El último subsuelo fue destinado a sala de máquinas; el 4.º, a servicios, cocheras y archivos; el 3.º y el 2.º, cocheras, archivos y depósitos. En el 1.º subsuelo se ubicaron, hacia el frente un local comercial conectado con la planta baja, y hacia el contrafrente la salida de las cocheras. En el reducido lote, el acceso de automóviles se ubicó hacia la calle San Martín, y la salida hacia la calle Bartolomé Mitre, por el Edificio Tornquist.
La planta baja se destinó a hall de acceso, un local comercial hacia el frente del edificio conectado con el 1.º subsuelo, y otro hacia el contrafrente, que está unido al basamento (hasta el piso 3.º) y fue pensado para alojar una entidad bancaria. El basamento de la torre consiste en un 1.º piso alto con un entrepiso, un 2.º piso y un 3.º piso de transición consistente en terrazas con jardines y locales, producto de la normativa municipal. En el piso 15.º se instaló el tanque compensador, así como los pisos 24.º y 25.º se destinaron a salas de máquinas e instalaciones de servicios.
Por un cambio en el comitente de la obra, se organizaron 2 núcleos de ascensores independientes: uno ubicado hacia el frente, compuesto por 3 ascensores que cubren los pisos del 11.º al 23.º y los subsuelos 3.º y 4.º. Otro, hacia la medianera norte, compuesto por otros 3 ascensores, que sirven a los pisos desde el 1.º subsuelo al 10.º.